# 阿閦佛

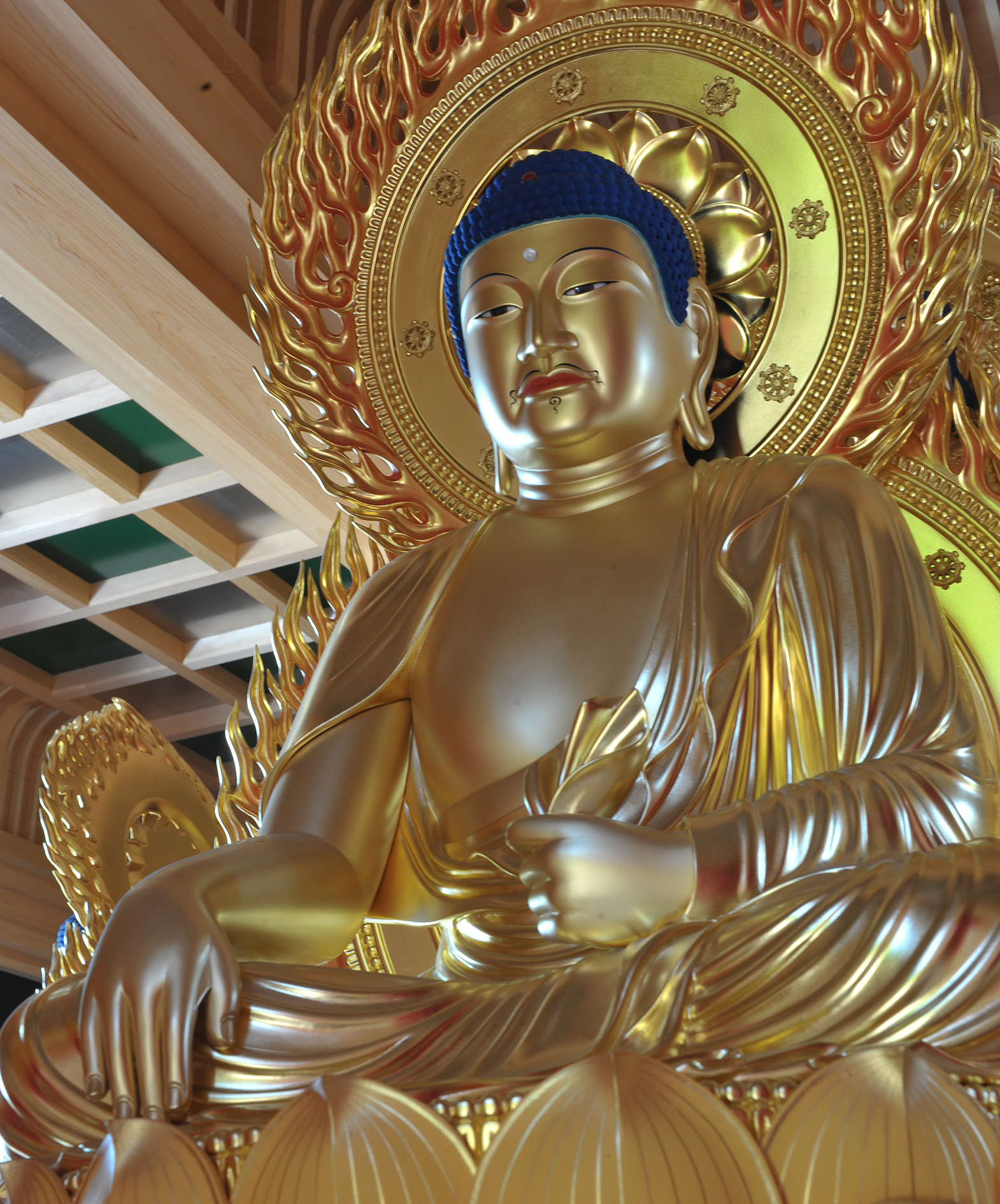
阿閦如來，蓮華院誕生寺，熊本縣，日本

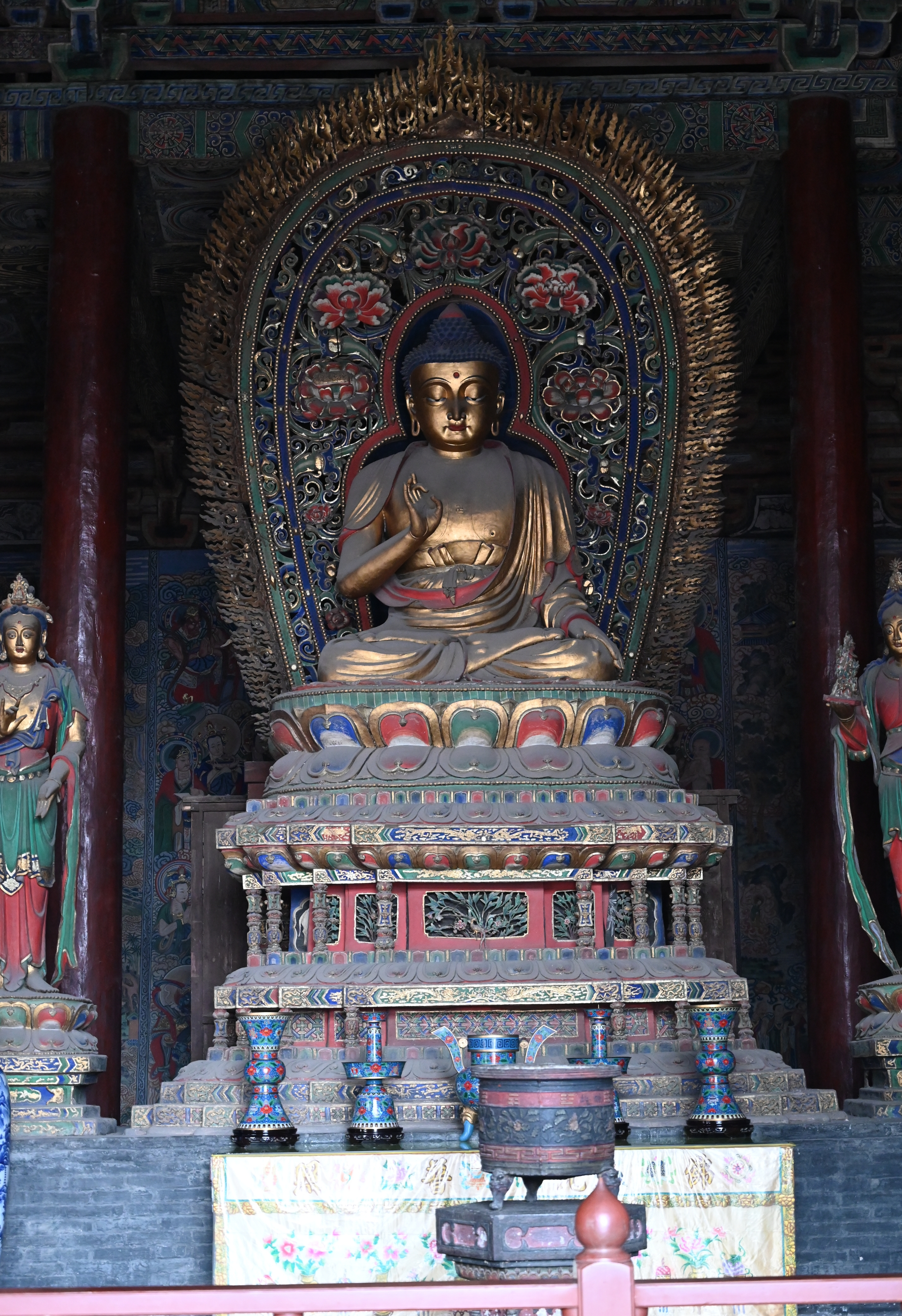
漢傳阿閦如来 - 華嚴寺, 大同市, 山西省, 中国

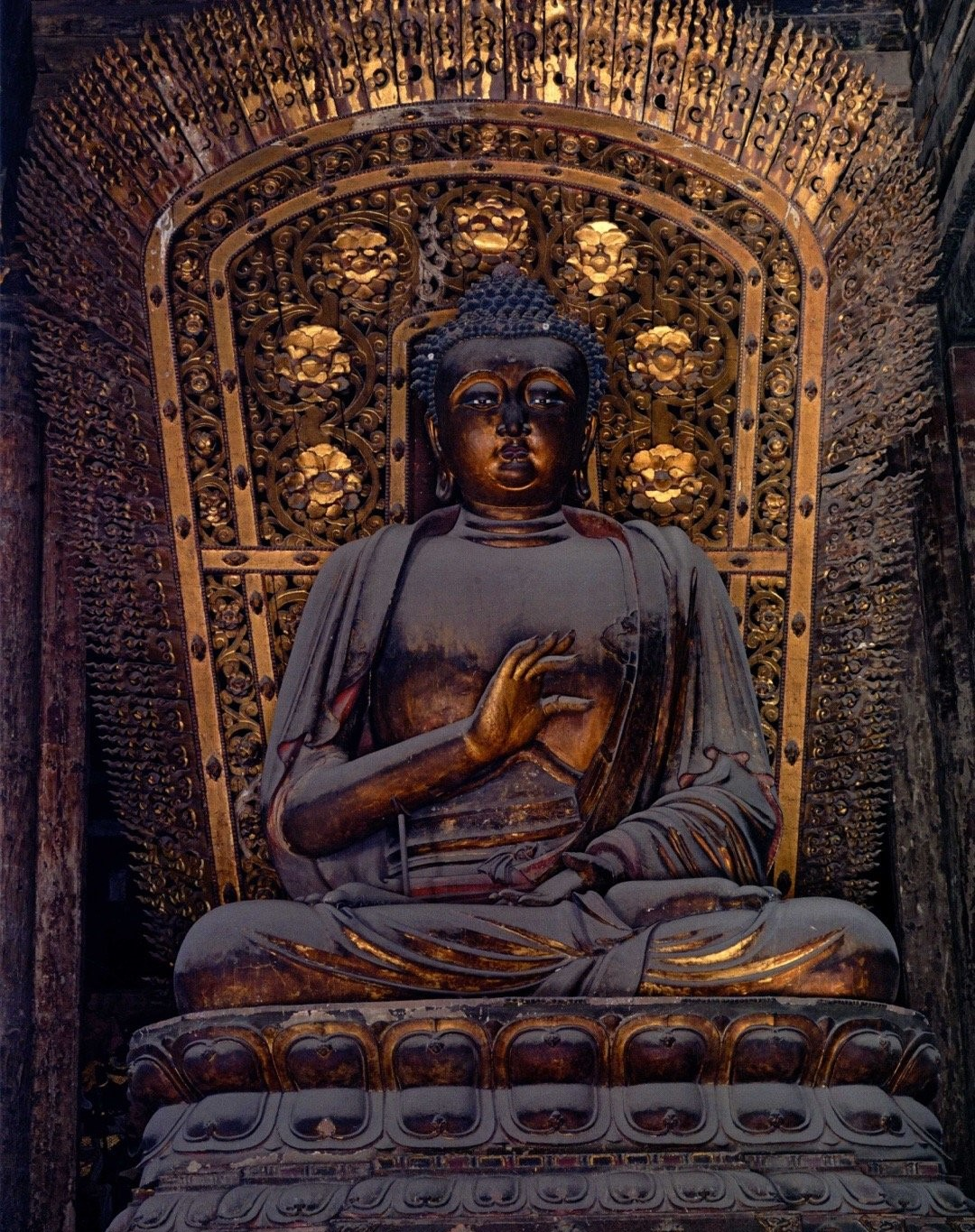
漢傳阿閦如来 - 善化寺, 大同市, 山西省, 中国

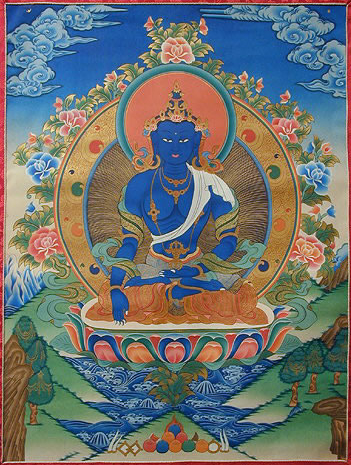
藏传形象

阿閦佛（羅馬化：Akṣobhya，「閦」音「chù｜ㄔㄨˋ」），又名不動佛、無動佛、阿閦鞞佛、阿芻鞞耶佛、惡乞芻毗也佛、無怒佛、無嗔恚佛、金刚不动佛稱號，為佛教五方佛之中的東方佛。据《悲华经》云，久远昔时删提岚世界中，有转轮王名叫无诤念，他的第九王子蜜苏在宝藏如来面前發願，修持戒行，成就净土，宝藏如来赐名阿閦，并授记他将“于来世过一恒河沙等阿僧祇劫，入第二恒河沙等阿僧祇劫”时在“妙乐世界”成正觉，号“阿閦如来”；又據《阿閦佛國經》云，阿閦佛在成佛久遠之前，曾侍奉大目如來（又譯廣目如來），後萌發對眾生不生瞋恨的誓願，經過累劫的修行，即於東方妙喜世界成佛。 即便為人所怨恨，也不退轉，不為嗔恚而動，是為“不動”。该尊与不動明王非同一尊。

## 概论
阿閦佛，為大乘佛教信仰中東方妙喜世界的佛陀，地位等同於西方極樂世界的阿彌陀佛，著名的維摩詰居士即是出自妙喜世界。阿閦佛的妙喜世界非常莊嚴，有高大的七寶菩提樹。阿閦佛信仰與阿彌陀佛信仰皆起源於大乘佛教早期，不過同屬大乘的漢傳佛教中，另外一位東方琉璃世界的藥師佛較為人知。在漢傳佛教、藏傳佛教與密宗信仰中，阿閦佛是金刚界五智如来（五方佛）中的东方如来，代表“大圓鏡智”。禪門認為阿閦佛即金剛不動佛，代表《金剛經》忍辱波羅蜜的功德。

## 佛经记载
最早有關阿閦佛的漢語佛經是公元147年由東漢月氏三藏支娄迦谶法師译成漢語的《阿閦佛国经》，这部经也是已知最古老的净土经典。最近在巴基斯坦发现用犍陀罗语书写的关于阿閦佛的佛经残卷，它们属于早期的大乘佛教，书写时间在公元1世纪末和2世纪间。《阿閦佛心咒》則是阿閦佛信仰者持誦以求得渡的經典。其根本咒曰：「唵 加沙那 毘加帝 娑婆訶」
《大寶積經》載：「若有善男子、善女人，聞不動如來功德法門，善能受持，讀誦通利，願生彼剎者，乃至命終，不動如來為護念，不使諸魔及魔眷屬退轉其心」。

## 形象
藏傳佛教中阿閦佛的形象，據《瑜伽母密續》記載，身藍色，偏袒右肩，左手執拳，執袈裟角，右手伸五指，手指指地，置於右膝。一般其像結跏趺坐，坐於青色象背負的蓮花台上。
此佛在金剛界曼荼羅中，為左手執拳或持金剛杵安於臍前，右手下垂觸地，成觸地印。

## 化身

### 寶幢如來
相傳化為寶幢如來（一說寶生如來所化），又稱西方寶相如來，代表對一切眾生發菩提心，以寶幢表發菩提心之義，以一切智願為幢旗，於菩提樹下降伏魔眾，故得寶幢之名。

### 妙色身如來
「施餓鬼七佛」中的妙色身如來亦被認為是阿閦佛化身，禪門相傳阿閦佛忍辱第一，並得忍辱波羅蜜無諍三昧，故修持此佛法門，可以透過佛力加被斷去瞋恨之心；密宗「施餓鬼七佛」中的妙色身如來亦被認為是阿閦佛化身。這是講述，能持忍辱波羅蜜就能色身常妙，受人喜愛。《佛說罪福報應經》：「為人端正顏色潔白暉容第一，手體柔軟口氣香潔，人見姿容無不歡喜，視之無厭，從忍辱中來。」

### 降三世明王
東方阿閦佛的忿怒化身為降三世明王，為密宗五大明王之一。

## 菩薩脅侍
西晉時期，月氏國三藏竺法護所譯的《佛說海龍王經》卷三所載，香首大士與眾香首大士為阿閦如來妙喜世界上首菩薩。類似經典，北魏菩提留支所譯的《佛說佛名經》卷九所載，香象菩薩、妙香象菩薩為阿閦如來妙喜世界的上首菩薩。依內文來看，香首大士即為香象菩薩；眾香首大士即為妙香象菩薩，因為翻譯時間的不同，譯名也不同。
《金剛頂菩提心論略記》：「東方阿閦佛攝四菩薩：金剛薩埵、金剛王、金剛愛、金剛喜為四菩薩也。」
- 金剛薩埵
- 金剛王菩薩
- 金剛愛菩薩
- 金剛喜菩薩

## 參看
- 五方如來
- 阿閦佛心咒
- 净土信仰
- 藥師佛
- 不動明王
- 央掘摩羅